# Quique Pesoa
Enrique Raúl Pesoa, más conocido como Quique Pesoa (Rosario, 9 de agosto de 1950), es un reconocido locutor, presentador y músico argentino. Poseedor de una larga trayectoria en radio y televisión, actualmente está al frente de El Desconcierto en eldesconcierto.com.ar. También trabaja en Radio Nacional, donde presta su voz para Cuentos de medianoche y para la identidad artística de Radio Nacional Folklórica.

## Biografía
Hijo de Mario Pesoa, trabajó como iluminador y sonidista en teatro independiente, hasta que incursionó en el mundo de la radio a principios de la década de 1970. También cursó dos años de la carrera de Medicina y cuatro años de la carrera de Arquitectura.
Desarrolló los primeros años de su trayectoria en medios de su Rosario natal, donde formó parte de las emisoras Radio Cerealista, Radio 2 AM 1230 y Radio Rosario AM 830. Y en 1985 desembarcó en Buenos Aires y desde entonces trabajó en Radio Belgrano, Radio Continental e Inolvidable FM 103.1, entre otras. También ha grabado voces para numerosos proyectos radiofónicos, televisivos, cinematográficos y teatrales.
En 2004 se estableció en San Marcos Sierras, donde abrió junto a Leda, su esposa, una hostería llamada La Merced.
Realizó un recorrido por Sudamérica en su motocicleta en 2012.
Como músico, durante muchos años, llevó adelante junto a Esteban Morgado en el teatro la presentación de Mayor y menor.

## Trayectoria

### Radio
Radio Municipal
- La vereda[4][5]

Radio Rivadavia
- La Oreja

Radio Del Plata
- Como en casa
- Familia Pesoa[6]

Radio El Mundo
- Mondo cane[7]

eldesconcierto.com.ar
- El Desconcierto[8]

Radio Nacional Córdoba
- El Desconcierto

Radio Nacional Buenos Aires
- Cuentos de medianoche
- Estudio País
- 100 años de Radio

### Televisión
Canal 11
- Once Once

Telefe
- A Medias[9]

América TV
- Cien Años[10]

Canal 7
- Doble Click

Santa Fe Canal
- Cascos y guitarras[11]

### Cine
- Oscar Alemán, vida con swing (2001): locutor. Documental biográfico sobre el famoso músico, compositor y cantante argentino Oscar Alemán.
- Pochormiga (2004): narrador. Documental biográfico sobre el famoso militante social argentino Pocho Lepratti.
- El Desconcierto (2015): el mismo[12]
- Fontanarrosa, lo que se dice un ídolo (2017): intérprete (episodio "Elige tu propia aventura")

### Libros
- Pesoa, Quique; Mattini, Luis (2013). Estás ahí? Conversaciones sobre las palabras que importan. Buenos Aires: Grupo Planeta. ISBN 9789504941873.[13]